# Cuijingo
Cuijingo (del Náhuatl: Cuixinco ‘Cuixin, gavilán; co, en’‘En los gavilanes’) es una población de origen prehispánico, localizada en la zona oriente del Estado de México, parte del municipio de Juchitepec. Tiene en la actualidad el carácter de delegación de dicho municipio y está a una altitud de 2.500 metros sobre el nivel del mar, aproximadamente cuatro kilómetros al sureste de la cabecera municipal y a unos 8 kilómetros al norte de Tepetlixpa, comunidades con las que se comunica por una carretera secundaria que hacia el norte comunica también con Tenango del Aire y con Chalco

## Topónimo

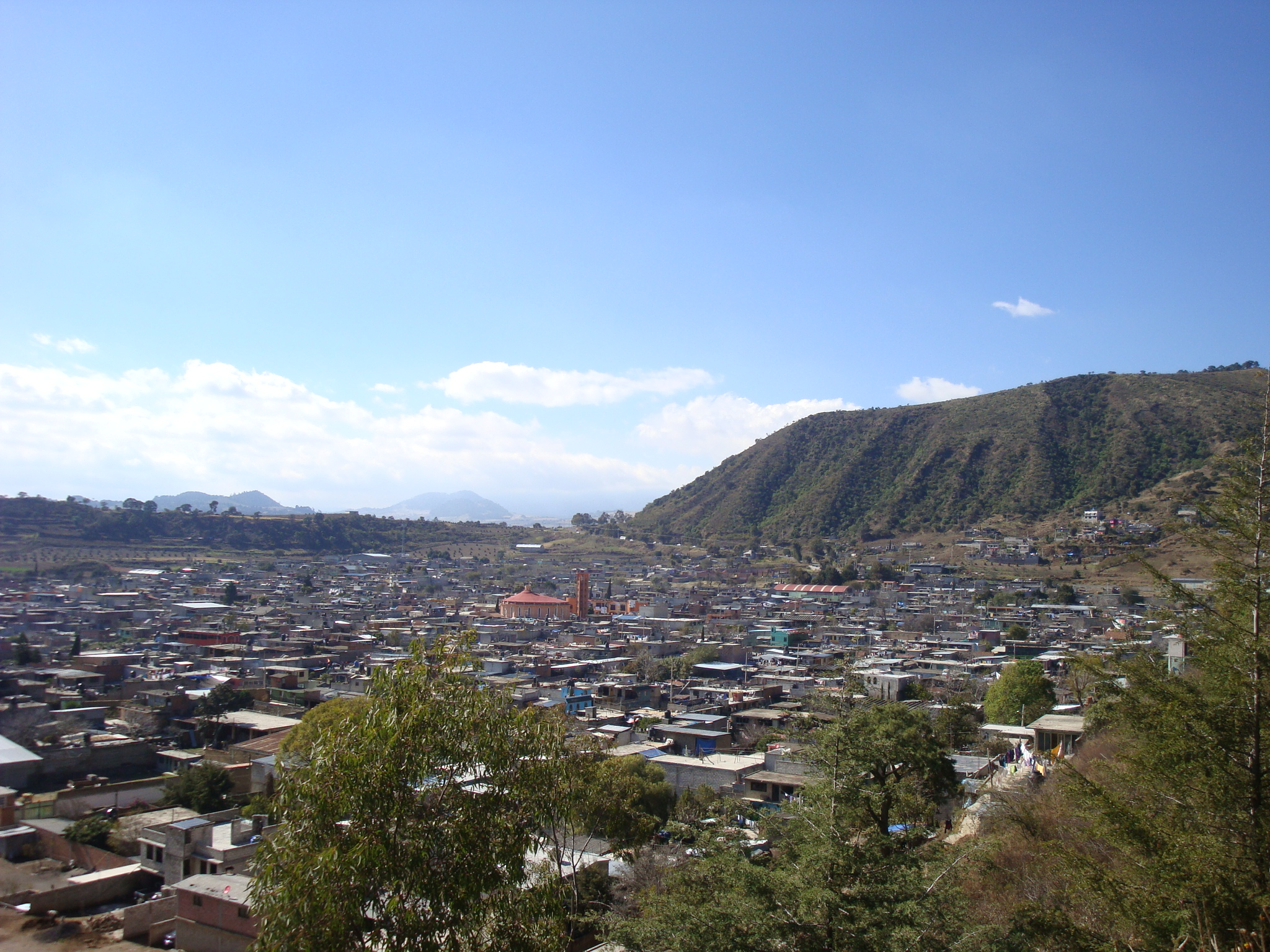
Vista desde el panteón del pueblo

Cuijingo tiene dos leyendas de gran relevancia, la primera relativa al nombre del lugar: la leyenda de la fundación de Tenochtitlan (actualmente la Ciudad de México) habla de un águila con una serpiente en su pico que al posarse mostraría el sitio indicado para funda la ciudad. Sin embargo, los habitantes de Cuijingo vieron un águila posada en el cerro de la localidad, pero el ave reemprendió el vuelo ahuyentada por unos cuijis (lagartos). El cerro se llama ahora del Águila, y el pueblo adquirió el nombre de Cuijingo (lugar de lagartos).
La segunda leyenda habla de San Matías Apóstol: se cuenta que antes de haber iglesia en Cuijingo se llevaban en procesión la estatua de San Matías desde Tepetlixpa rumbo a Juchitepec, pero a la salida del pueblo, donde ahora se encuentra una cruz, San Matías se volvió en una ocasión demasiado pesado y comenzó a llover, por lo que se decidió pernoctar en Cuijingo para al día siguiente reanudar la peregrinación; sin embargo, el fenómeno se repitió durante los dos días siguientes, comenzando a llover a la salida del pueblo y San Matías volviéndose excesivamente pesado. Se decidió construir una iglesia para albergarlo, y el día después del término de la obra se escuchó cantar a un gallo y se contempló a la estatua de San Matías postrada en el altar, lo cual se interpretó como que el santo quería quedarse en el pueblo. Debido a esta leyenda, el nombre oficial de Cuijingo es San Matías Cuijingo.

## Población
Divididos en 4 barrios, Sagrado Corazón de Jesús, Santa Rosa, Santa Teresa del niño Jesús y Santa Cecilia.

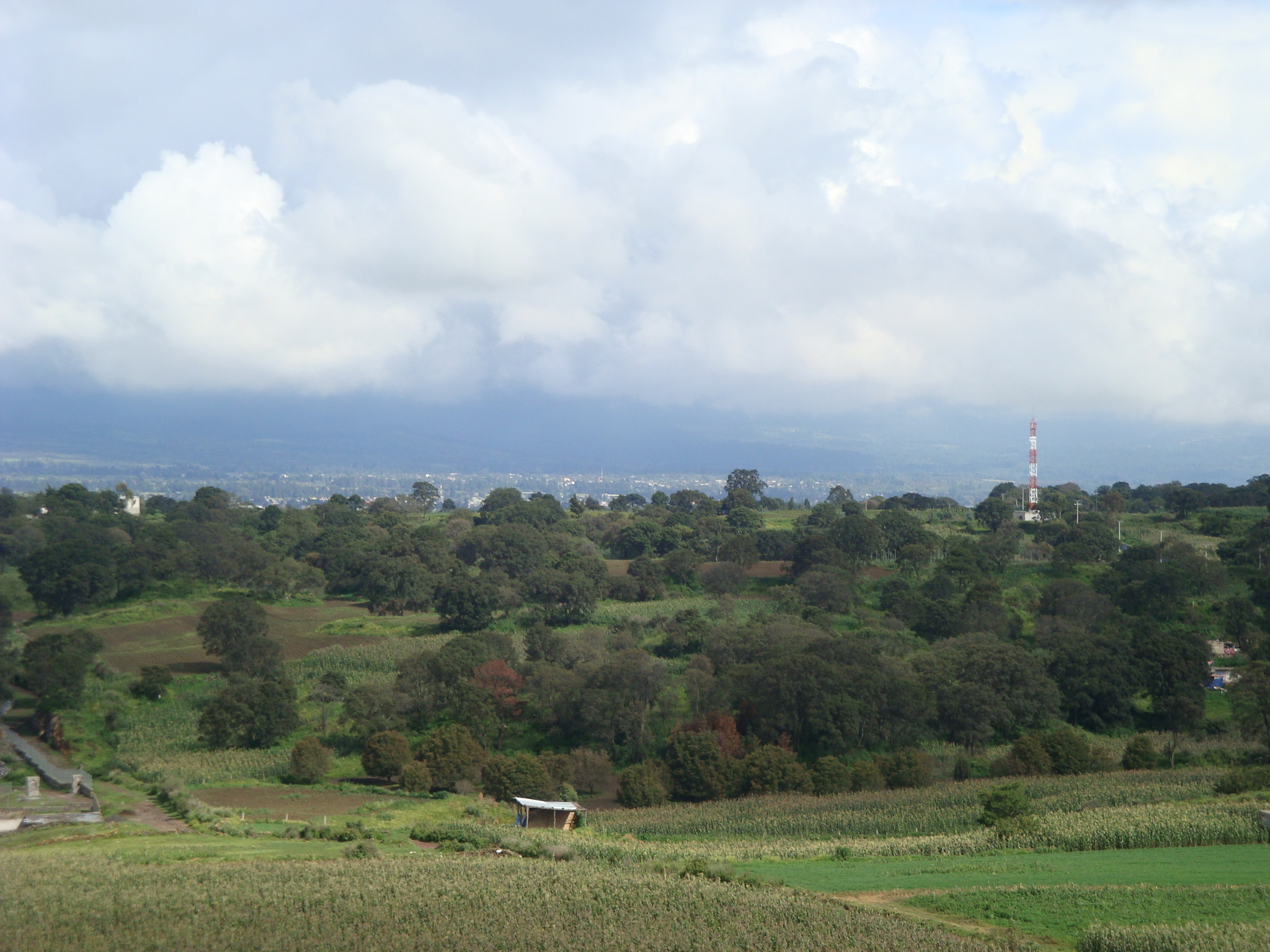
Cuijingo se dedica principalmente a la producción de maíz.

### Gastronomía
Los platillos predilectos en bautizos, cumpleaños, bodas o fiestas importantes, es el mole, carnitas, mixiotes, arroz, tamales, etcétera.

## Educación

### Preescolar
| C.C.T.     | Institución         | Localidad           | Turno    | Modalidad          | Sostenimiento |
| ---------- | ------------------- | ------------------- | -------- | ------------------ | ------------- |
| 15DJN0577S | Jesús Reyes Heroles | San Matías Cuijingo | Matituno | Preescolar General | Estatal       |
| 15EJN3608O | Miguel Hidalgo      | San Matías Cuijingo | Matituno | Preescolar General | Estatal       |

### Primaria
| C.C.T.     | Institución        | Localidad           | Turno      | Modalidad        | Sostenimiento |
| ---------- | ------------------ | ------------------- | ---------- | ---------------- | ------------- |
| 15EPR4297Z | Gabriela Mistral   | San Matías Cuijingo | Matutino   | Primaria General | Estatal       |
| 15DPR0870M | José María Morelos | San Matías Cuijingo | Matutino   | Primaria General | Federal       |
| 15DPR1243B | Justo Sierra       | San Matías Cuijingo | Vespertino | Primaria General | Federal       |

### Secundaria
| C.C.T.     | Institución                                      | Localidad           | Turno    | Modalidad          | Sostenimiento |
| ---------- | ------------------------------------------------ | ------------------- | -------- | ------------------ | ------------- |
| 15EES0613P | Secundaria Oficial Núm. 0326 José Antonio Alzate | San Matías Cuijingo | Matutino | Secundaria General | Estatal       |

### Preparatoria
| C.C.T.     | Institución                   | Localidad           | Turno    | Modalidad            | Sostenimiento |
| ---------- | ----------------------------- | ------------------- | -------- | -------------------- | ------------- |
| 15EBH0443I | Preparatoria Oficial Núm. 254 | San Matías Cuijingo | Matutino | Preparatoria General | Estatal       |
| 15EBH0457L | Preparatoria Oficial Núm. 264 | San Matías Cuijingo | Matutino | Preparatoria General | Estatal       |

## Clima
El clima del municipio de acuerdo a la clasificación de Köeppen es Cwbg, templado subhúmedo con verano largo, lluvia invernal inferior al 95%, isotermal, y la temperatura más alta se manifiesta antes del solsticio de verano. En la región elevada hacia el este, el clima es C(E)wg, semifrío-subhúmedo, con precipitación invernal menor al 5%, el verano es largo, es isotermal y la temperatura más elevada se registra antes del solsticio de verano.

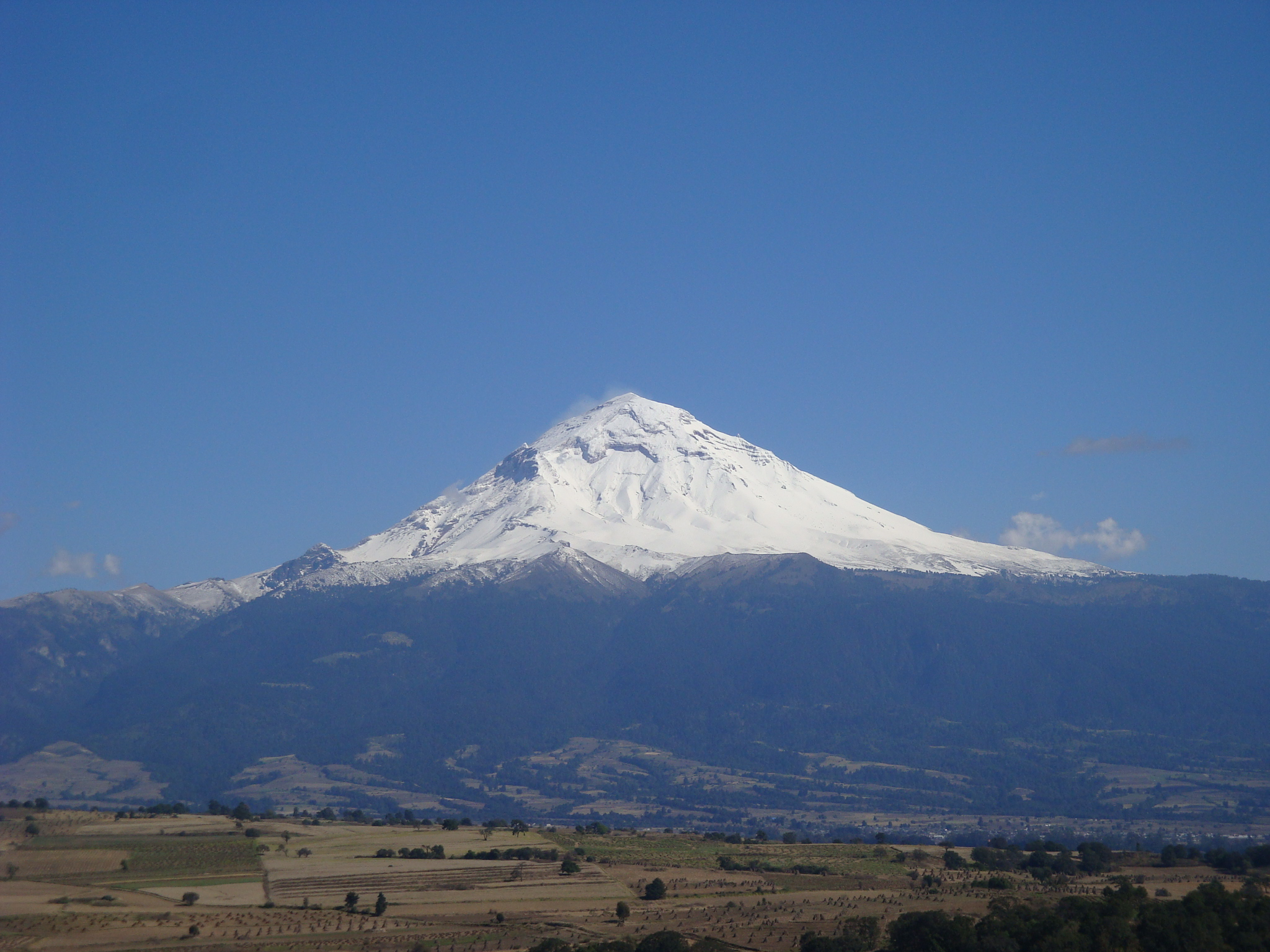
Vista del volcán Popocatépetl desde San Matías Cuijingo

La temperatura media anual es de 15.6 °C, en el verano la temperatura promedio máxima alcanza los 31 °C y la mínima promedio es de 8.2 °C en invierno. La temperatura mensual más elevada es en abril, mayo, junio, julio y agosto, las medias mínimas son en diciembre, enero y febrero que determinan la existencia de algunas heladas. Algunas bajas temperaturas se han registrado en el verano en algunos días de julio o agosto por la disminución de la humedad del aire, siendo así que en el día encontramos temperaturas altas y por la noche se presentan vientos fríos. Los meses secos son: enero, febrero y marzo aunque se registran algunas lluvias extemporáneas, en mayo, junio, agosto y septiembre las cuales son abundantes.

### Principales ecosistemas
Ésta es una comunidad dedicada al sector agropecuario. Sus principales aportaciones son el maíz, manzanilla, avena, trigo, frijol, la cría de ganado, borregos, becerros, cerdos, gallinas.
La fauna existente en el lugar es de conejos de monte, ardillas, comadrejas, zorrillos, lagartijas, víboras tepocatas, ratones y ratas de campo, liebres, coyotes, algunos depredadores como el aguililla, gavilanes, halcones y zopilotes.

### Características y uso del suelo

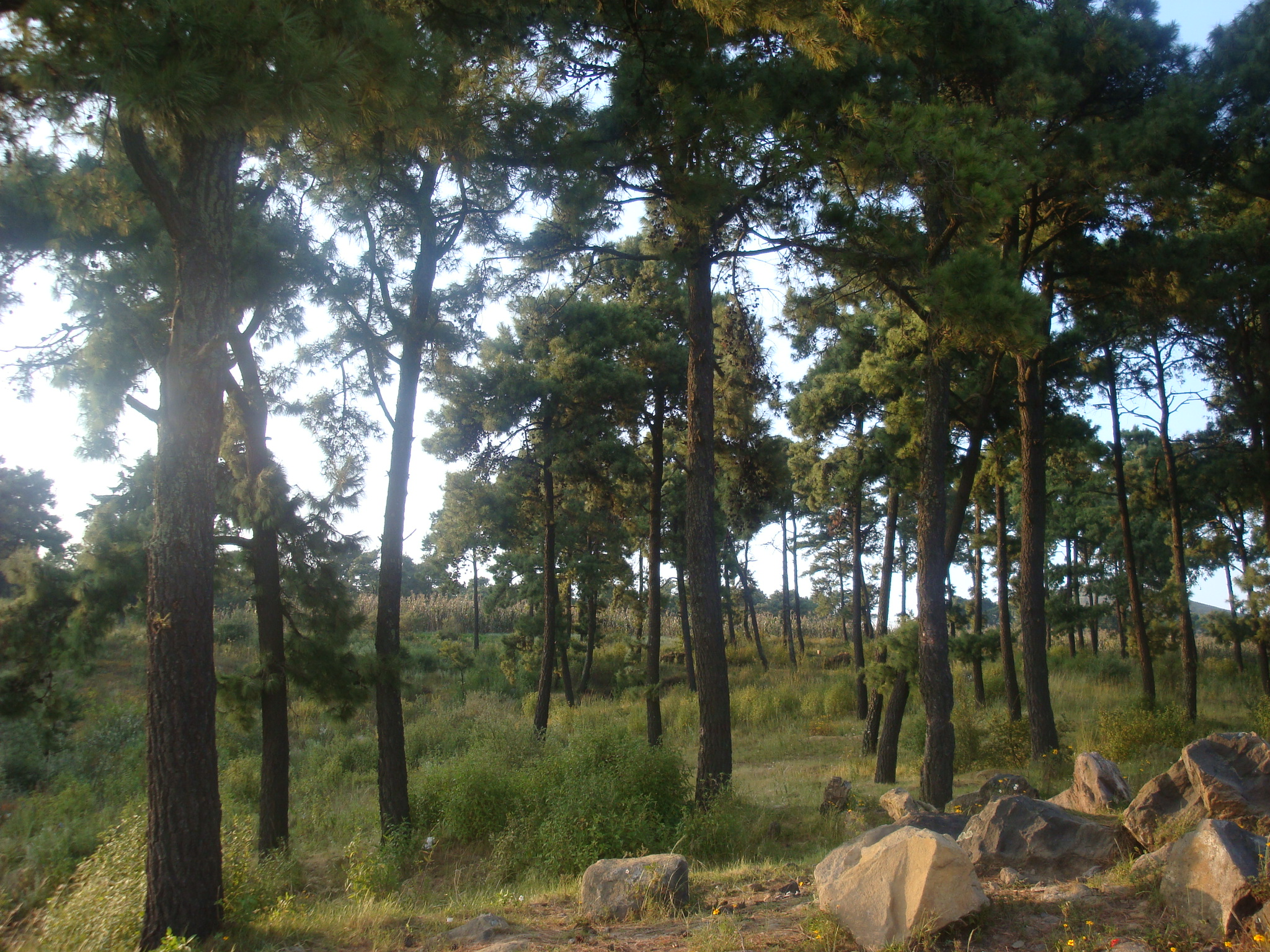
Tarde en el cerro, San Matías Cuijingo

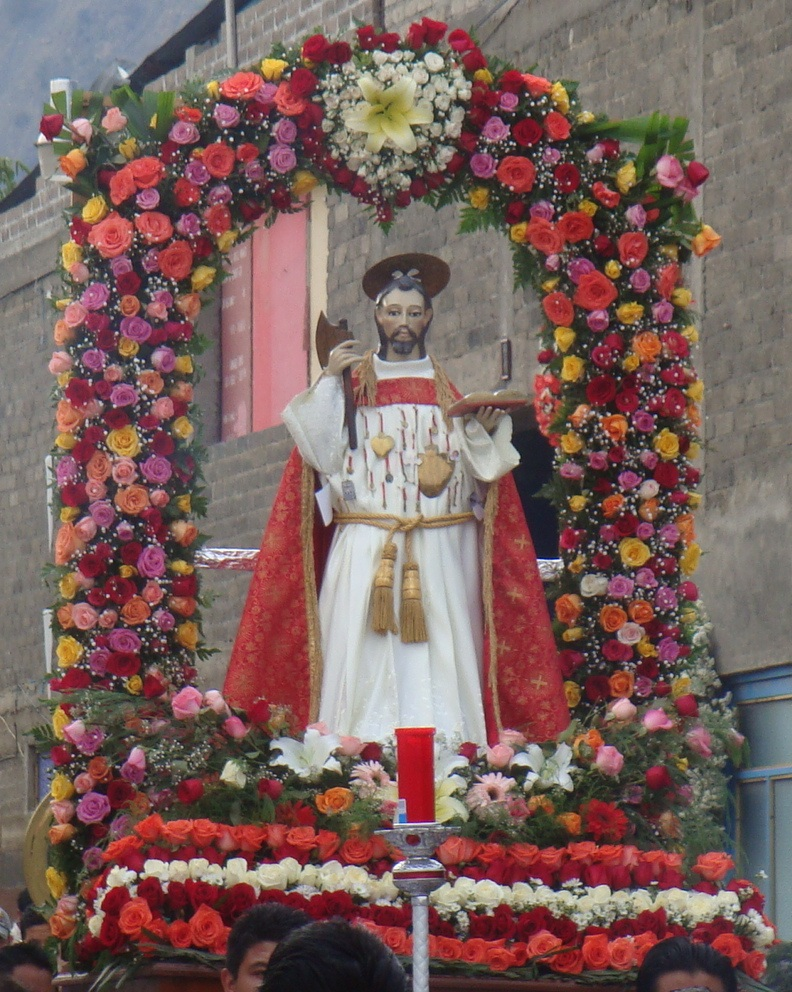
San Matías Apóstol en procesión

La región pertenece al período mioceno-plioceno, último de la era terciaria que dio origen a la formación de la Sierra Nevada, lo que dio como resultato que el municipio tenga rocas ígneas; también se han formado rocas sedimentarias, formadas por los arrastres del agua y el viento. El suelo de Cuijingo está compuesto por un 70% de rocas que cubren su superficie y diferentes tipos de suelo determinados por el clima o las rocas: andosol, cambisol, fluvisol, gleysol, solonchak y vertisol. Esta variedad de suelos otorga una gran fertilidad a la tierra del municipio.

## Fiestas religiosas
Son 4 fiestas del pueblo en general, y 4 más en cada barrio.
- 24 de febrero, en honor a San Matías, aunque la fecha de San Matías es en realidad el 14 de mayo
- 14 de mayo, San Matías Apóstol
- 15 de mayo, San Isidro Labrador
- 12 de diciembre, Virgen de Guadalupe

## Incidentes
El 10 de noviembre de 2009 se produjo un enfrentamiento entre la población de Cuijingo y cuerpos policiales del Estado de México, cuando los pobladores intentaron linchar a un grupo de cuatro secuestradores capturados en el lugar. Las fuerzas policiacas pudieron sacar a los acusados del pueblo y en respuesta los vecinos incendiaron la alcaldía de la localidad.